# Jeremy London
Jeremy Michael London (ur. 7 listopada 1972 w San Diego) – amerykański aktor filmowy i telewizyjny, reżyser, scenarzysta, impresario i kaskader.

## Życiorys

### Wczesne lata
Urodził się w San Diego, w stanie Kalifornia jako jeden z bliźniaków pracownika ogólnobudowlanego Franka Londona i kelnerki Debborah (z domu Osborn). Jego starszy o 27 minut brat to Jason. Miał także młodszą siostrę Diedre (ur. 1976), która w 1992 roku tragicznie zginęła w wypadku samochodowym.
Dorastał w Wanette, w stanie Oklahoma i DeSoto w stanie Teksas, gdzie ukończył DeSoto High School. Po rozwodzie rodziców, rodzina w ciągu sześciu lat trzynaście razy zmieniała miejsce zamieszkania.

### Kariera
Swoją ekranową karierę rozpoczął od występu w serialu NBC I’ll Fly Away (1991–1993) w roli Nathaniala Bedforda, za którą został uhonorowany nagrodą dla młodego artysty Young Artist Award.
W 1995 roku wystąpił w czterech produkcjach kinowych; dramacie Masz w sobie wiarę (Breaking Free), filmie przygodowym Białe wilki II (White Wolves II – Legend of the Wild) z Elizabeth Berkley, dreszczowcu Opiekunka (The Babysitter) z Alicia Silverstone oraz komedii romantycznej Kevina Smitha Szczury z supermarketu (Mallrats) z udziałem Shannen Doherty, Jasona Lee, Bena Afflecka i Joey Lauren Adams. Za kreację Jonasa Lyttona, bratanka geologa (Treat Williams) uczestniczącego w wyprawie w telewizyjnym filmie fantasy Hallmark Podróż do wnętrza Ziemi (Journey to the Center of the Earth, 1999) był nominowany do nagrody Saturna.
W 2001 roku debiutował jako reżyser i scenarzysta filmu dokumentalnego Sekrety przez dym/palenie (Secrets Through the Smoke) z Rosie O’Donnell. Wystąpił potem w serialach: FOX Ich pięcioro (Party of Five, 1995–2000) jako Griffin Holbrook, Po tamtej stronie (The Outer Limits, 2001), CBS Siódme niebo (7th Heaven, 2002–2004) jako młody minister Chandler Hampton i NBC Jordan w akcji (Crossing Jordan, 2004)

## Życie prywatne
6 kwietnia 2004 roku został aresztowany za posiadanie marihuany, wandalizm i zatrzymano mu prawo jazdy.
Spotykał się z Brittany Powell (1995). Od 23 czerwca 1996 był żonaty z Niemką Astrid Rossol. 2 września 2006 roku poślubił Melissę Cunningham. Mają syna Lyrika (ur. 2007), którego matką chrzestną została Carmen Electra. Zamieszkał w West Hills, w Kalifornii. 21 maja 2011 roku rozwiódł się. W 2013 związał się z Juliet Reeves, z którą ożenił się 3 czerwca 2014. Mają syna Wyatta Finna (ur. 5 czerwca 2014).

## Filmografia

### Filmy fabularne
- 1995: Opiekunka (The Babysitter) jako Jack
- 1995: Szczury z supermarketu (Mallrats) jako T.S. Quint
- 1999: Podróż do wnętrza Ziemi (Journey to the Center of the Earth, serial TV) jako Jonas Lytton
- 2003: Generałowie (Gods and Generals) jako kpt. Alexander 'Sandie' Pendleton
- 2006: Czego się nie robi z miłości (What I Did for Love, TV) jako James

### Seriale TV
- 1995–2000: Ich pięcioro jako Griffin Holbrook
- 2001: Po tamtej stronie (The Outer Limits) jako Chris
- 2002–2004: Siódme niebo jako Chandler Hampton
- 2004: Jordan w akcji (Crossing Jordan) jako Louis Jeffries
- 2007: Powiedz, że mnie kochasz jako Nate
- 2016: MacGyver jako Chuck Lawson